# Elyria (Nebraska)
Elyria es una villa ubicada en el condado de Valley en el estado estadounidense de Nebraska. En el Censo de 2010 tenía una población de 51 habitantes y una densidad poblacional de 74,31 personas por km².

## Geografía
Elyria se encuentra ubicada en las coordenadas 41°40′48″N 99°0′19″O / 41.68000, -99.00528. Según la Oficina del Censo de los Estados Unidos, Elyria tiene una superficie total de 0.69 km², de la cual 0.69 km² corresponden a tierra firme y (0%) 0 km² es agua.

## Demografía
Según el censo de 2010, había 51 personas residiendo en Elyria. La densidad de población era de 74,31 hab./km². De los 51 habitantes, Elyria estaba compuesto por el 100% blancos, el 0% eran afroamericanos, el 0% eran amerindios, el 0% eran asiáticos, el 0% eran isleños del Pacífico, el 0% eran de otras razas y el 0% pertenecían a dos o más razas. Del total de la población el 0% eran hispanos o latinos de cualquier raza.